# Euphorbia indecora
Euphorbia indecora är en törelväxtart som beskrevs av Nicholas Edward Brown. Euphorbia indecora ingår i släktet törlar, och familjen törelväxter. Inga underarter finns listade i Catalogue of Life.